# 哈巴山马先蒿
哈巴山马先蒿（学名：Pedicularis habachanensis）是列当科马先蒿属的植物，为中国的特有植物。分布于中国大陆的云南等地，生长于海拔4,600米的地区，目前尚未由人工引种栽培。

## 异名
- Pedicularis habachanensis Bonati ssp. multipinnata Tsoong